# 4639 Minox
4639 Minox este un asteroid din centura principală, descoperit pe 5 martie 1989 de Tsutomu Seki.